# Central business district

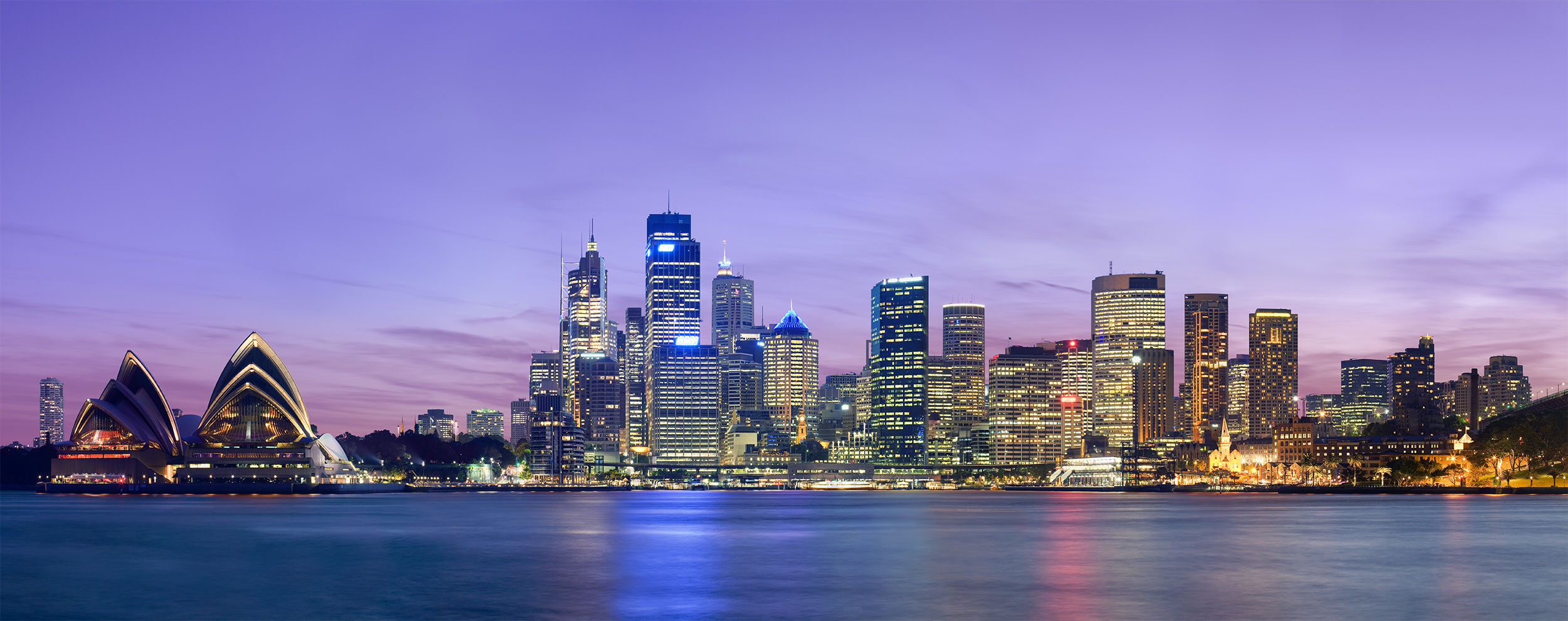
Sydney CBD

Central business district (CBD) – centralna dzielnica biznesowa i część miasta, w której znajdują się głównie instytucje związane z handlem, usługami i siedziby dużych firm.
Potocznie w języku angielskim wyrażenie CBD używane jest wymiennie z takimi określeniami jak city centre, czy po prostu city.
W CBD mieszka zazwyczaj na stałe stosunkowo mało osób, na przykład populacja City of London zmniejszyła się z ponad 200 000 osób w 1700 roku do mniej niż 10 tys. osób w roku 2001.